# 93, rue Court
Le 93, rue Court est une maison de colonisation située dans le secteur Aylmer de Gatineau au Québec (Canada). Construite vers 1840, elle est typique des maisons de colonisation de cette époque. Elle a été citée comme immeuble patrimonial en 1997 par la ville d'Aylmer, maintenant annexée à Gatineau.

## Histoire
La maison située au 93, rue Court a été construite en 1840 pour une famille de colons. En 1841, le village d'Aylmer est désigné comme chef lieu du comté d'Ottawa. Une annexe est ajoutée à l'arrière à une date indéterminée.